# Franc Uršič (igralec)
Franc Uršič - Pišta, slovenski igralec in režiser, * 1933, † julij 2025

## Delo
Na televiziji je najprej deloval kot igralec. Večkrat je sodeloval s slovenskim režiserjem Matjažem Klopčičem. Nato je sodeloval s Televizijo Slovenijo, za katero je režiral celovečerne TV igre in kratke filme za otroke, ob koncu kariere pa reklamne videospote. Njegovo delo odlikujejo izpiljeni dialogi, posebni učinki ter izvirna režija.

## Filmografija
Nastopil je v filmih Idealist (1976), Praznovanje pomladi (1978) in Rdeče klasje (1970), kot tudi v filmih Nekje živi Cenka (1988), Krizno obdobje (1981), Vest in pločevina (1974), Divji lov (1974), Cvetje v jeseni (1973), Let mrtve ptice (1973), Mrtva ladja (1971), Oxygen (1970), v nadaljevanki Bratovščina Sinjega galeba (1969), Sedmina (1969) in Po isti poti se ne vračaj (1965).
Kot režiser je sodeloval pri filmih Jaz sem njena mama (1980), Vrtačnik (1979), Botre (1976), Rojstni dan stare gospe (1976), Sedem ponudb (1976), Obiski (1975), Žrtev umetnosti (1975), Žrtev mode bum-bum (1975), Josipina (1974), Študent Andrej in soba (1973), Plenk - Plenk (1972), Sodna izterjevalka (1972), Mesto izobilija (1971). Za filma Vrtačnik in Josipina je sodeloval tudi kot scenarist.